# Лазурная султанка
Лазурная султанка (лат. Porphyrio flavirostris) — небольшая птица семейства пастушковых, принадлежащая роду султанки. Обитает в Южной Америке, в силу длительной изоляции от материнского вида приобрела внешний вид и компактные размеры, отличные от эталонного вида султанок.

## Распространение
Обитает в Аргентине, Боливии, Бразилии, Колумбии, Эквадоре, Французской Гвинее, Гайане, Парагвае, Перу, Суринаме, Тринидад и Тобаго, США, и Венесуэле.

## Внешний вид
У взрослой лазурной султанки жёлто-зелёный клюв и лобный щиток, из-за чего она приобрела своё латинское наименование (в буквальном переводе — "желтоклювая"). Жёлтый цвет имеют также ноги птицы. Макушка, задняя часть шеи и спина коричнево-оливковые. Перья на крыльях от лазурного до зелёно-синего цвета, а на спине и надхвостье более коричневые. Голова, боковые части шеи, грудь бледно-серо-голубого цвета, а нижние части тела покрыты перьями белого цвета. Самцы и самки выглядят похожими друг на друга. Длина тела 23—26 см, вес самцов 92—111 г, самок — 92—107 г. Лазурная султанка является самым маленьким представителем своего рода. У птенцов верхние части имеют более коричневый цвет, лобный щиток зелёный и ноги желтовато-оранжевые.  

## Среда обитания
Населяет пресноводные болота с густой растительностью и окраины болотистых рек и озёр. Встречается также на рисовых полях, заливных лугах, равнинах, по краям заболоченных ручьёв, рек, прудов. Предпочитает места с невысокой растительностью без кустов. Чаще встречается на высотах до 500 м, хотя её встречали в колумбийских Андах на высоте 2600 м. 

## Поведение

### Миграция
Лазурная султанка совершает сезонные перелёты на большей части своего ареала, следуя за перемещением влажного сезона. На севере ареала её встречают с апреля по август, после чего эта популяция смещается южнее, в южную Амазонию. В верхнеамазонском бассейне султанку обнаруживают только с января по июль. По всей видимости она постоянно обитает на юге Колумбии и Эквадоре, при этом на севере Колумбии она не гнездится. Также вне периода размножения лазурная султанка появляется и в Перу.

### Питание
Кормится как в укрытиях, так и на открытом пространстве на плавающей растительности, плавает редко. Взбирается по стеблям травянистых растений, сгибая их, чтобы добраться до семян. Питается беспозвоночными, насекомыми, пауками и семенами травянистых растений.

### Размножение
В зависимости от географического расположения время гнездования отличается, в основном оно происходит с мая по сентябрь. Султанка моногамна и в период размножения охраняет своё гнездо. Гнездо устраивает из павших листьев и тростника в густых болотных зарослях. В кладке 4—5 яиц. Насиживают кладку оба родителя. Сроки высиживания неизвестны.